# 加拉福喷泉
加拉福喷泉（意大利语：Fontana del Garraffo）是一个巴洛克喷泉，位于意大利西西里大区巴勒莫历史中心的滨海广场（Piazza Marina）, 在卡萨罗街（Cassaro）旁。
喷泉的名字来自阿拉伯语（Gharraf）,意思是水的富足。它是由乔阿基诺·维塔利亚诺于1698年雕刻，后来由建筑师保罗·阿马托完成。雕塑表现丰饶女神骑着鹰与九头蛇战斗。
加拉福喷泉的位置原来位于武奇里亚（Vucciria）市场，纪念碑Genio del Garraffo前面, 直到1862 年，被移到滨海广场。 